# Cine Oriente
El Cine Oriente va ser una sala d'exhibició cinematogràfica ubicada al carrer d'Aragó (núm. 197), entre les carrers de Muntaner i Aribau, de Barcelona. Comença a aparèixer a les cartelleres dels diaris l'any 1943. En l'últim període de la seva activitat es va convertir en sala de cinema pornogràfic (Sala X).